# Lisa Izquierdo
Lisa Izquierdo(-Mocasqui) (* 29. August 1994 in Staßfurt) ist eine deutsche Volleyballspielerin.

## Karriere
Lisa Izquierdo wuchs als Tochter eines Kubaners und einer Deutschen in Staßfurt auf, wo sie beim heimischen VC 97 mit dem Volleyball begann. 2007 wechselte sie nach Dresden zum VC Olympia, bei dem sie mit der Juniorinnen-Mannschaft in der zweiten Bundesliga spielte. Die Außenangreiferin spielte auch in der Jugend- bzw. Juniorinnen-Nationalmannschaft und nahm an Welt- und Europameisterschaften teil. 2012 wurde sie vom Bundesligisten Dresdner SC verpflichtet, mit dem sie 2013 deutscher Vizemeister wurde. In diesem Jahr hatte Izquierdo auch ihre ersten Einsätze in der A-Nationalmannschaft, mit der sie die Europaliga gewann und im eigenen Land Vizeeuropameister wurde. 2014 und 2015 gewann sie mit Dresden die deutsche Meisterschaft. 2016 gewann sie das deutsche „Double“. Anschließend wechselte Izquierdo in die Türkei zu Samsun Anakent und 2017 zum rumänischen Meister CS Volei Alba-Blaj. In der Vorbereitung auf die Saison 2017/18 erlitt sie eine schwere Knieverletzung und kehrte daher nach Deutschland zurück, ohne eine Pflichtspiel für den rumänischen Klub absolviert zu haben. Anschließend wurde sie operiert und setzte bis 2018 mit dem Volleyball aus.
2018 wurde sie von Bundesliga-Aufsteiger NawaRo Straubing verpflichtet, wo sie 2020 ihre Karriere beendete.